# Киево-Жураки
Ки́ево-Жура́ки — хутор в Адыге-Хабльском районе Карачаево-Черкесской Республики. 
Входит в состав муниципального образования «Эрсаконское сельское поселение».

## География
Хутор расположен в северо-западной части западной зоны Адыге-Хабльского района, на левом берегу реки Большой Зеленчук. Находится в 27 км к северо-западу от районного центра — Адыге-Хабль и в 44 км от города Черкесск. Вдоль северной окраины хутора проходит административная граница КЧР со Ставропольским краем.
Граничит с землями населённых пунктов: Дубянский на востоке, Апсуа на юго-востоке, Эрсакон на юге и Калиновский на севере.
Населённый пункт расположен в переходной от равнинной к предгорной зоне республики. Рельеф местности представляет собой в основном полого-волнистую равнину с общим понижением террасы с юго-запада на северо-восток. Средние высоты на территории хутора составляют 437 метра над уровнем моря.
Почвенный покров отличается исключительным разнообразием. Развиты черноземы предкавказские и предгорные. В пойме рек пойменные луговые почвы.
Гидрографическая сеть в основном представлена рекой Большой Зеленчук и близко залегающими к поверхности земли грунтовыми водами.
Климат умеренно-тёплый. Среднегодовая температура воздуха положительная и составляет около +8°С. Средняя температура июля +22°С, средняя температура января –6°С. Максимальная температура может достигать +40°С, минимальная может опускаться до -32°С. Продолжительность вегетационного периода 210 дней. Местность относится к зоне достаточного увлажнения, однако раз в несколько лет, летом наблюдаются сильные восточные и северо-восточные ветры, которые несут засуху. Среднегодовое количество осадков составляет около 600 мм в год. Основная их часть приходится на период с апреля по июнь.

## История
Хутор основан в 1875 году переселенцами из Киевской губернии Российской империи. Название хутору было дано в память о прежней родине и по фамилии одного из первых переселенцев (Жураковский) — Киево-Жураковский.
В 1922 году хутор включён в состав Эрсаконского сельсовета Черкесской автономной области.
В годы Великой Отечественной войны хутор сильно пострадал в период оккупации, и его пришлось практически отстроить заново.
В 2006 году хутор Киево-Жураковский переименован в Киево-Жураки.

## Население
| 2002 | 2010 | 2021 |
| ---- | ---- | ---- |
| 406  | ↗463 | ↘354 |

Национальный состав
По данным Всероссийской переписи населения 2010 года:
| Народ   | Численность, чел. | Доля от всего населения, % |
| ------- | ----------------- | -------------------------- |
| русские | 294               | 63,5 %                     |
| цыгане  | 67                | 14,5 %                     |
| черкесы | 49                | 10,6 %                     |
| другие  | 53                | 11,4 %                     |
| всего   | 463               | 100 %                      |

По данным Всероссийской переписи населения 2021 года:
| Народ   | Численность, чел. | Доля от всего населения, % |
| ------- | ----------------- | -------------------------- |
| русские | 263               | 74,29 %                    |
| черкесы | 47                | 13,28 %                    |
| цыгане  | 30                | 8,47 %                     |
| армяне  | 8                 | 2,27 %                     |
| другие  | 6                 | 1,69 %                     |
| всего   | 354               | 100,0 %                    |

## Инфраструктура
- Начальная общеобразовательная школа — ул. Школьная, 7.
- Фельдшерско-акушерский пункт — ул. Школьная, 6.
- Сельский Дом культуры — ул. Школьная, 10.

## Экономика
На территории хутора расположено предприятие по производству и переработке животноводческой продукции — ООО «Киево-Жураки».

## Улицы
| Набережная   |
| Первомайская |

| Пролетарская |
| Северная     |

| Школьная |
| Южная    |